# Křižánky
Křižánky (německy Krischanek) jsou obec v okrese Žďár nad Sázavou v kraji Vysočina.
Obcí protéká řeka Svratka, na které se nachází historická hranice, která rozděluje obec na českou a moravskou část (stejně jako obce Herálec a Svratku). Žije zde 391 obyvatel.
Historické jádro obce je vesnickou památkovou rezervací. V roce 2012 získala obec 3. místo v celostátním kole soutěže Vesnice roku.

## Místní části
- Moravské Křižánky
- České Křižánky
- České Milovy

## Historie
První písemná zmínka o české části obce je z roku 1392. Patřila k rychtě v České Svratce, po husitských válkách byla ale nejspíše z poloviny pustá. K rozvoji došlo v 17. století, kdy zde byla postavena sklárna a poté železářský hamr (do druhé poloviny 18. století).
Moravská část Křižánek vznikla nejspíš později, první písemná zpráva je z roku 1437, kdy Jan z Pernštejna zajišťoval věno své manželce Barboře z Valdštejna a mezi vesnicemi jsou uvedeny i Křižánky. V roce 1580 patřily Moravské Křižánky k novoměstskému panství. I zde fungovala od 17. století sklářská huť (kolem roku 1740 zanikla) a poté železářský hamr (do roku 1874).
V roce 1863 zde byla postavena nová zvonice a v letech 1932 až 1934 kostel P. Marie Pomocnice křesťanů, podle návrhů stavitele Jaroslava Jungmanna z Brna. Křižánky prosluly pilníkářskou výrobou, kterou se zde zabývaly mnohé rodiny. Pravděpodobně první lyže na Vysočině používal zdejší učitel František Houdek a lesník Resch, a to již v roce 1886. Lyže si objednali z Norska. Používání lyží se pak rozšířilo po celé Vysočině.
V roce 1960 byly České a Moravské Křižánky sloučeny do jedné obce Křižánky, v roce 1999 byla přičleněna i obec České Milovy.
Obec Křižánky v roce 2009 obdržela ocenění v soutěži Vesnice Vysočiny, konkrétně získala ocenění mimořádné ocenění za nejlepší projekt ze SF. Obec Křižánky v roce 2010 obdržela ocenění v soutěži Vesnice Vysočiny, konkrétně získala ocenění bílá stuha, tj. ocenění za činnost mládeže. Obec Křižánky v roce 2011 obdržela ocenění v soutěži Vesnice Vysočiny, konkrétně získala ocenění modrá stuha, tj. ocenění za společenský život. Obec Křižánky v roce 2012 obdržela ocenění v soutěži Vesnice Vysočiny, konkrétně získala ocenění zlatá stuha, tj. vítěz, který postoupil do celostátního kola a obec se stala Vesnicí Vysočiny.

## Obyvatelstvo
| Rok            | 1869  | 1880  | 1890  | 1900  | 1910  | 1921  | 1930  | 1950 | 1961 | 1970 | 1980 | 1991 | 2001 | 2006 | 2011 | 2013 | 2021 |
| -------------- | ----- | ----- | ----- | ----- | ----- | ----- | ----- | ---- | ---- | ---- | ---- | ---- | ---- | ---- | ---- | ---- | ---- |
| Počet obyvatel | 1 399 | 1 392 | 1 197 | 1 197 | 1 189 | 1 163 | 1 132 | 777  | 723  | 618  | 520  | 406  | 367  | 359  | 361  | 374  | 374  |
| Počet domů     | 192   | 187   | 188   | 178   | 178   | 196   | 197   | 203  | 181  | 175  | 156  | 212  | 250  | -    | 267  | -    | 279  |

## Školství
- Základní škola a Mateřská škola Křižánky

## Doprava
Od února 2025 došlo k výraznému navýšení autobusových spojů na Vysočině. Týká se to i Žďárska a konkrétně Křižánky mají zvýšený počet spojů jak na trase do Nového Města na Moravě a do Svratky, tak do Žďáru nad Sázavou s plynulou návazností zejména na vlaková spojení do Prahy a do Brna. Je zavedené nové pravidelné přímé spojení s městečky a obcemi na trase Žďár nad Sázavou- Sklené - Fryšava pod Žákovou horou - Tři Studně - Kadov (okres Žďár nad Sázavou) - Sněžné (okres Žďár nad Sázavou) - Milovy - Křižánky - Svratka . 

## Pamětihodnosti
- Křižánky jsou památkovou rezervací lidové architektury, k vidění je zde mnoho roubených chalup
- Kostel Panny Marie Pomocnice křesťanů z let 1932–1934

## Přírodní zajímavosti
- nejvyšší vrchol Žďárských vrchů Devět skal (836 m n. m.)
- skalní útvar Milovské Perničky (751 m n. m.)

## Slavní rodáci
- Karel Pavlík, sochař
- František Bukáček, akademický malíř
- Antonín Veselý, literární a divadelní kritik

## Společenský život
Samospráva obce od roku 2016 vyvěšuje 5. července moravskou vlajku. 

## Lokální měna
V roce 2017 obec Křižánky zavádí vlastní lokální měnu zvanou Křižánecká koruna, která je svojí hodnotou shodná ke Koruně české.  Archivováno 17. 1. 2019 na Wayback Machine.